# Зайчинское
За́йчинское (до 1945 года Коль-Алчи́н; укр. Зайчинське, крымскотат. Köl Alçın, Коль Алчын) — исчезнувшее село в Ленинском районе Республики Крым, располагавшееся на юге района и Керченского полуострова, примерно в 3,5 км к северо-востоку от современного села Вулкановка.

## История
Первое документальное упоминание села встречается в Камеральном Описании Крыма… 1784 года, судя по которому, в последний период Крымского ханства Коп уйсул входил в Орта Керченский кадылык Кефинского каймаканства. После присоединения Крыма к России (8) 19 апреля 1783 года, (8) 19 февраля 1784 года, именным указом Екатерины II сенату, на территории бывшего Крымского Ханства была образована Таврическая область и деревня была приписана к Левкопольскому, а после ликвидации в 1787 году Левкопольского — к Феодосийскому уезду Таврической области. Перед Русско-турецкой войной 1787—1791 годов производилось выселение крымских татар из прибрежных селений во внутренние районы полуострова, в ходе которого в Кол-Алчин было переселено 25 человек. В конце войны, 14 августа 1791 года всем было разрешено вернуться на место прежнего жительства. После Павловских реформ, с 1796 по 1802 год, входила в Акмечетский уезд Новороссийской губернии. По новому административному делению, после создания 8 (20) октября 1802 года Таврической губернии, Кол-Алчин был включён в состав Кадыкелечинской волости Феодосийского уезда.
По Ведомости о числе селений, названиях оных, в них дворов… состоящих в Феодосийском уезде от 14 октября 1805 года , в деревне Кол-Алчин числилось 22 двора и 174 жителя. Видимо, вследствие эмиграции крымских татар в Турцию, последовавшую вслед за присоединением Крыма к России 8 февраля 1784 года, деревня опустела и на военно-топографической карте генерал-майора Мухина 1817 года деревня Дюлалчин обозначена без указания числа дворов. После реформы волостного деления 1829 года Киль-Алчик, согласно «Ведомости о казённых волостях Таврической губернии 1829 года», отнесли к Чалтемирской волости (переименованной из Кадыкелечинской). На карте 1836 года в деревне 3 двора, а на карте 1842 года Кол алчин обозначен условным знаком «малая деревня», то есть, менее 5 дворов.
В 1860-х годах, после земской реформы Александра II, деревню приписали к Сарайминской волости. Согласно «Списку населённых мест Таврической губернии по сведениям 1864 года», составленному по результатам VIII ревизии 1864 года, Коль-Алчин — владельческая татарская деревня с 4 дворами и 15 жителями при колодцах. По обследованиям профессора А. Н. Козловского начала 1860-х годов, в селении колодцы были глубиной от 2 до 5 саженей (от 4 до 10 м), все с солёной водой. Также имелись ауты, которые высыхали в течение лета (Аут — небольшой пруд в степном Крыму, наполнявшийся дождевой и талой водой). На трёхверстовой карте Шуберта 1865—1876 года в деревне Кол-Алчин обозначено 4 двора.
Вновь селение встречается в «…Памятной книжке Таврической губернии на 1892 год», согласно которой в Коль-Алчине, уже Петровской волости, входившем в Джапар-Бердинское сельское общество, числилось 11 жителей в 2 домохозяйствах, а в безземельном Коль-Алчине, не входившем в сельское общество — 31 житель, домохозяйств не имеющих. На верстовой карте Крыма 1896 года в селении обозначено 10 дворов с татарским населением и мечеть. По Статистическому справочнику Таврической губернии. Ч.II-я. Статистический очерк, выпуск пятый Феодосийский уезд, 1915 год, в деревне Кол-Алчин Петровской волости Феодосийского уезда числилось 24 двора (5 дворов с землёй, 19 — безземельные) с татарским населением в количестве 69 человек приписных жителей и 61 «посторонних», из которых 69 мужчин и 61 женщина. Жители владели 2303 десятинами удобной земли. В хозяйствах имелось 139 лошадей, 128 волов, 55 коров и 1962 головы овец, свиней, или коз.
После установления в Крыму Советской власти, по постановлению Крымревкома, 25 декабря 1920 года был образован Керченский (степной) уезд, а, постановлением ревкома № 206 «Об изменении административных границ» от 8 января 1921 года была упразднена волостная система и село вошло в состав Петровского района Керченского уезда, а в 1922 году уезды получили название округов. 11 октября 1923 года, согласно постановлению ВЦИК, в административное деление Крымской АССР были внесены изменения, в результате которых округа были отменены, Петровский район упразднили, влив в Керченский район. Согласно Списку населённых пунктов Крымской АССР по Всесоюзной переписи 17 декабря 1926 года, в селе Кол-Алчин, центре Кол-Алчинского сельсовета Керченского района, числилось 33 двора, из них 32 крестьянских, население составляло 146 человек, все татары, действовала татарская школа I ступени (пятилетка). Постановлением ВЦИК «О реорганизации сети районов Крымской АССР» от 30 октября 1930 года (по другим сведениям 15 сентября 1931 года) Керченский район упразднили и село включили в состав Ленинского. На подробной карте РККА Керченского полуострова 1941 года в селе отмечено 18 дворов.
В 1944 году, после освобождения Крыма от фашистов, согласно постановлению ГКО № 5859 от 11 мая 1944 года, 18 мая крымские татары были депортированы в Среднюю Азию. Указом Президиума Верховного Совета РСФСР от 21 августа 1945 года Кол-Алчин был переименован в Зайчинское и Кол-Алчинский сельсовет — в Зайчинский. Исключено из учётных данных не позднее 1950 года, в связи с организацией Керченского полигона.